# Darko Dimitrow
Darko Dimitrow (mac. Дарко Димитров; ur. 21 stycznia 1973 w Skopju) – macedoński producent muzyczny i autor tekstów.

## Życiorys
Dimitrow urodził się w Skopje jako syn macedońskiego piosenkarza i kompozytora Sława Dimitrowa. Jego dziadek Błagoj Petrow był śpiewakiem operowym.
Od 1996 wyprodukował wiele utworów współpracując z różnymi wokalistami w kraju i za granicą m.in. Karoliną Goczewą, Toszę Proeski, Kaliopi, Ełeną Risteską, Tamarą Todewską, Tijaną Dapčević, Željko Joksimović, Mariją Šerifović, Arileną Arą, Eminą Jahović i Hajrudinem Varešanović.
W 1999 wydał album kompilacyjny zatytułowany 100% Hits: The Best of Darko Dimitrow, zawierający muzykę różnych artystów które wyprodukował.
Od 2006 współpracuje z wokalistami przy produkcji piosenek na Konkurs Piosenki Eurowizji oraz Konkurs Piosenki Eurowizji Junior.